# 肋間外肌
肋間外肌，亦稱外肋間肌（External intercostal muscles、External intercostals、Intercostales externi），兩側各有11塊肌肉。目前已有臨床研究探討不同營養狀況下，慢性阻塞性肺病（COPD）患者肋間外肌的線粒體功能。他們發現COPD患者肋間外肌線粒體蛋白含量、線粒體復合物Ⅰ-Ⅳ的活性、超氧化物歧化酶活性、線粒體膜通道孔吸光度值都顯著低於非COPD患者。

## 結構

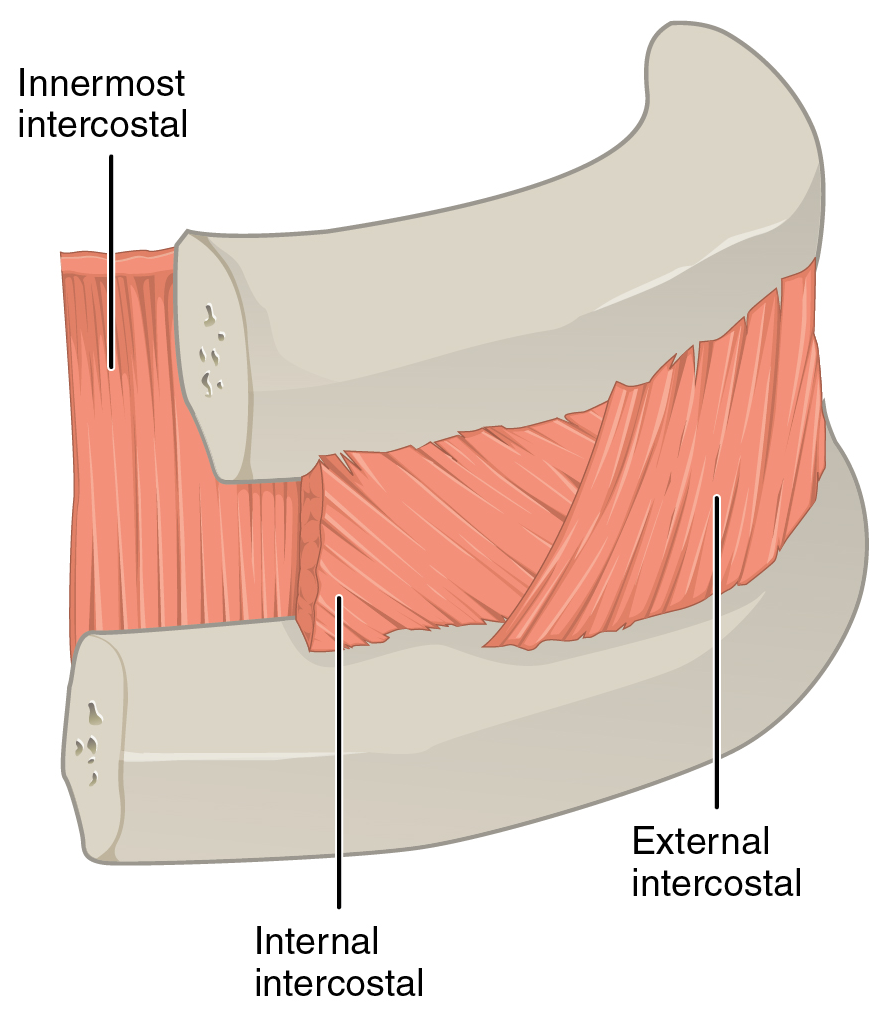
左側切口显示三层肋间肌

肌肉從後方的肋結節沿伸到前方的肋軟骨，移行爲薄膜，即肋间外膜，肋間外膜继续向前延伸至胸骨。呼吸時，肋間外肌会同時工作。肋間內部肌肉舒張，外部肌肉收縮，造成了胸腔擴張，致使空氣流入肺部。
每個肌肉都從肋骨的下緣產生，並插入下方肋骨的上緣。 在下部的兩個空間中，肌肉延伸到軟骨的末端，而在上部的兩個或三個空間中，肌肉不能完全到達肋骨的末端。
肋間外肌比肋間內肌更粗，肌纖維走向自后上斜向前下。

## 呼吸
肋間外肌的走向，由上肋骨的近脊椎端，斜向下肋骨的近胸骨。肋間外肌和膈肌在吸氣時收縮，而肋骨和胸骨則向前及向上推移。當肋骨向上移位時，其下緣又向內側偏轉，使胸腔的體積增大，從而產生吸氣動作。
平和地呼氣時，肋間外肌和膈肌會舒張，使胸腔的體積減小，從而產生呼氣動作。然而劇烈地呼氣時，除了肋間外肌和膈肌舒張外，肋間內肌和腹肌也參與着收縮，使胸骨下降，肋骨更向下斜並向內側旋轉，從而使胸腔體積減小，產生呼氣動作。

## 變化
腹外斜肌或前鋸肌的延續：從第一個肋骨的前端到第二，三或四肋骨的肋上肌偶爾出現。

## 附加圖片

紅色表示肋間外肌的位置（動畫）
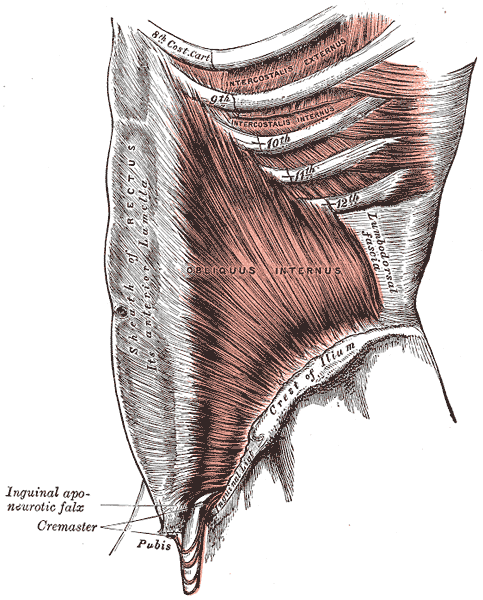
胸部和手臂前部的深層肌肉，腋窩的邊界。 （肋間肌外側標在底部中央。）
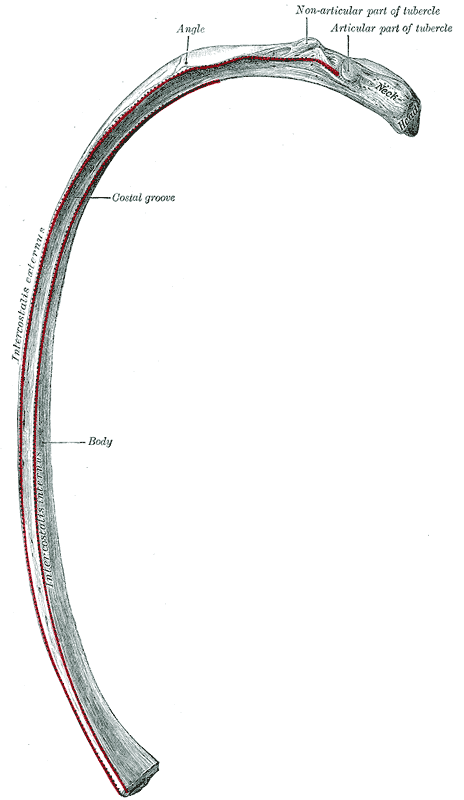
左側的中間肋骨. 下方
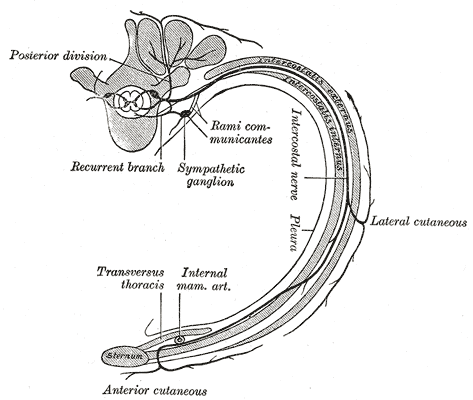
典型的肋間神經過程和分支圖。